# 棕三趾鹑
棕三趾鹑为三趾鹑科三趾鹑属的鸟类。该物种的模式产地在爪哇。由於外型及習性相近，常與竹雞混淆。
牠們與真正的鵪鶉相似，但關係並不密切。此物種分布於印度、熱帶亞洲、中國南部、印尼及菲律賓等地區。

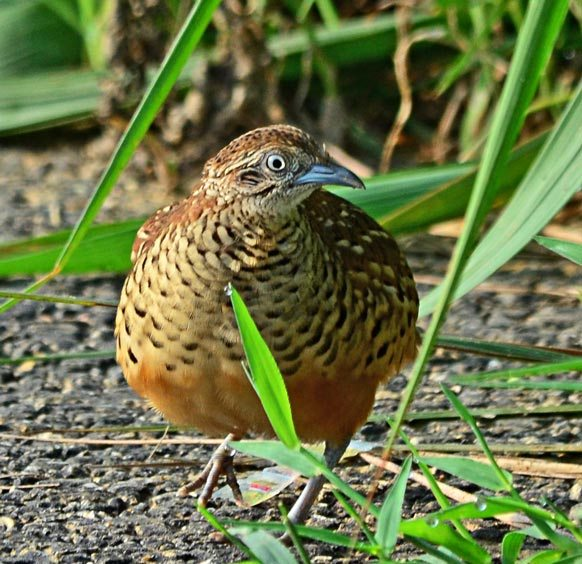
達德里，北方邦, 印度

## 分類學
棕三趾鶉首次由德國自然學家約翰·弗里德里希·格梅林於1789年在其修訂和擴展版的卡爾·林奈的自然系統中正式描述。他將其歸於與松雞相似的屬中，並創造了雙名Tetrao suscitator。 格梅林引用了英國鳥類學家弗朗西斯·威盧比的描述，他在1678年描述並繪製了來自爪哇島的「布朗提斯的印度鵪鶉」。 如今，棕三趾鶉被歸於由法國自然學家皮耶·約瑟夫·博納泰爾於1791年引入的三趾鶉屬 （Turnix）中。 此屬名是另一個屬名Coturnix的縮寫。種小名suscitator來自拉丁語，意思是「覺醒」。
共有16個亞種被確認。
- 棕三趾鹑滇西亚种 T. s. plumbipes （霍奇森，1837年） – 分布於尼泊爾至印度東北部和緬甸北部。在中国大陆，分布于云南等地。该物种的模式产地在尼泊尔。[9]
- T. s. bengalensis 布萊思，1852年 – 分布於中部、西南孟加拉（印度東北部）
- T. s. taigoor （賽克斯，1832年） – 分布於印度（除上述地區外）
- T. s. leggei 貝克，1920年 – 分布於斯里蘭卡
- T. s. okinavensis 菲利普斯，1947年 – 分布於日本南部的九州至琉球群島
- 棕三趾鹑台湾亚种 T. s. rostratus 斯溫霍，1865年 – 分布於台灣。[10]
- 棕三趾鹑华南亚种 T. s. blakistoni （斯溫霍，1871年） – 分布於緬甸東部至中國南部及印度支那北部。在中国大陆，分布于云南、广西、贵州、广东、海南、福建等地。该物种的模式产地在广东。[11]
- T. s. pallescens 羅賓遜 & 貝克，1928年 – 分布於緬甸中南部
- T. s. thai 迪格南，1946年 – 分布於泰國西北部及中部
- T. s. atrogularis （艾頓，1839年） – 分布於緬甸南部、泰國南部和馬來半島
- T. s. suscitator （格梅林，1789年） – 分布於蘇門答臘、勿里洞島、邦加島（蘇門答臘東部）、爪哇島、巴韋安島（爪哇島東北部）及峇里島
- T. s. powelli 吉列馬德，1885年 – 分布於龍目島至阿洛島（小巽他群島西部和中部）
- T. s. rufilatus 華萊士，1865年 – 分布於蘇拉威西島
- T. s. haynaldi 布萊修斯，1888年 – 分布於巴拉望群島（菲律賓西南部）
- T. s. fasciatus （特明克，1815年） – 分布於呂宋島、民都洛島、馬斯巴特島及錫布延島（菲律賓北部和中部）
- T. s. nigrescens 特威達爾，1878年 – 分布於宿霧島、吉馬拉斯島、內格羅斯島及班乃島（菲律賓中西部）

## 描述

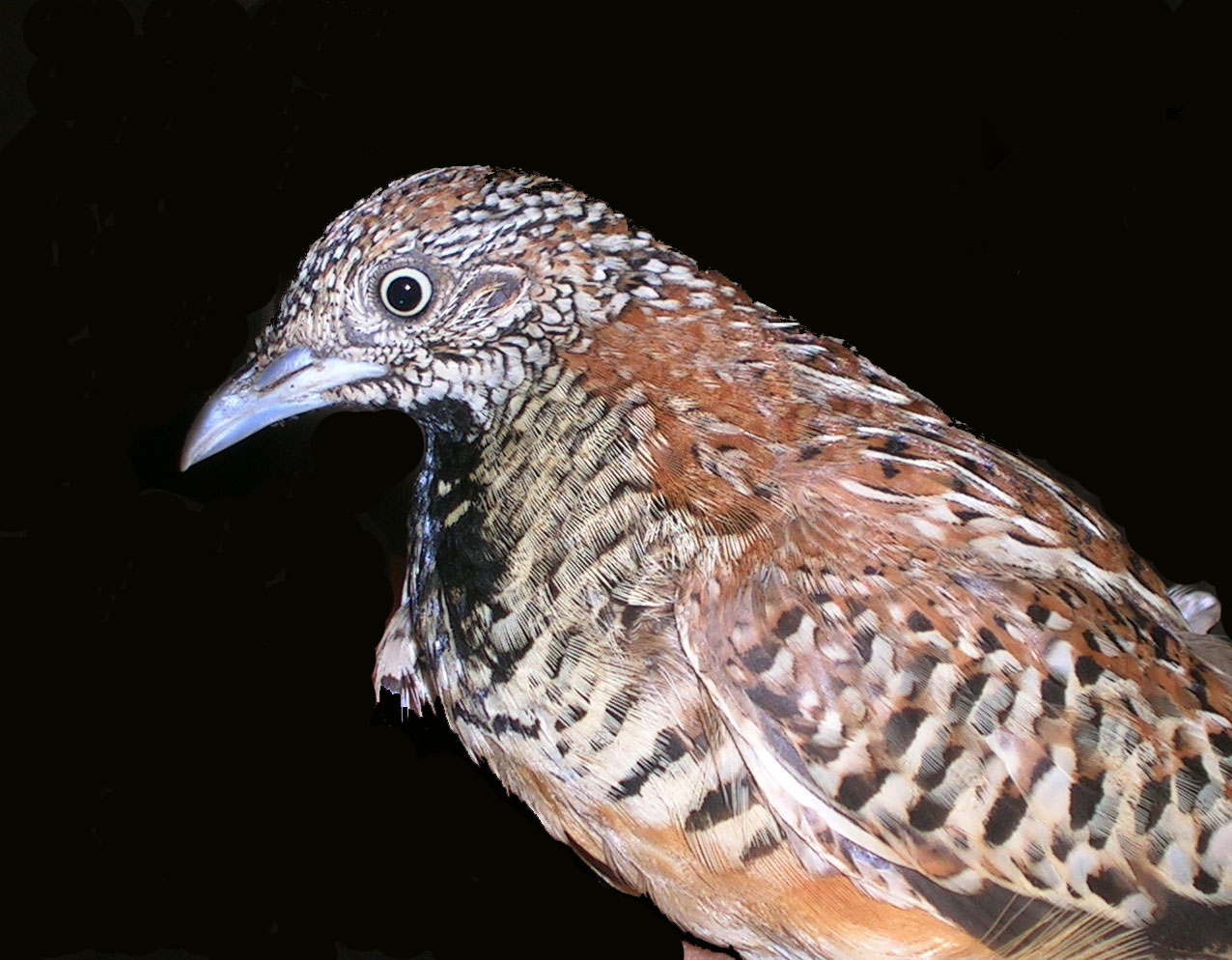
亞種 taigoor 的雌鳥

這是一種典型的小型三趾鶉，背部呈紅棕色，下部呈鐵鏽色和米黃色。下巴、喉嚨和胸部密布黑色橫斑。雌鳥體型較大且顏色較鮮豔，喉嚨和胸部中央呈黑色。藍灰色的喙和腿以及黃色的眼睛是其診斷特徵，飛行時翅膀上的淺黃色肩部斑塊也是如此。沒有後趾是鴇鶉和三趾鶉與真正鵪鶉的區別。它們成對出現在灌木叢和草原中。叫聲像摩托車的聲音drr-r-r-r-r-r，還有響亮的hoon- hoon-hoon聲音。

## 分佈與棲地

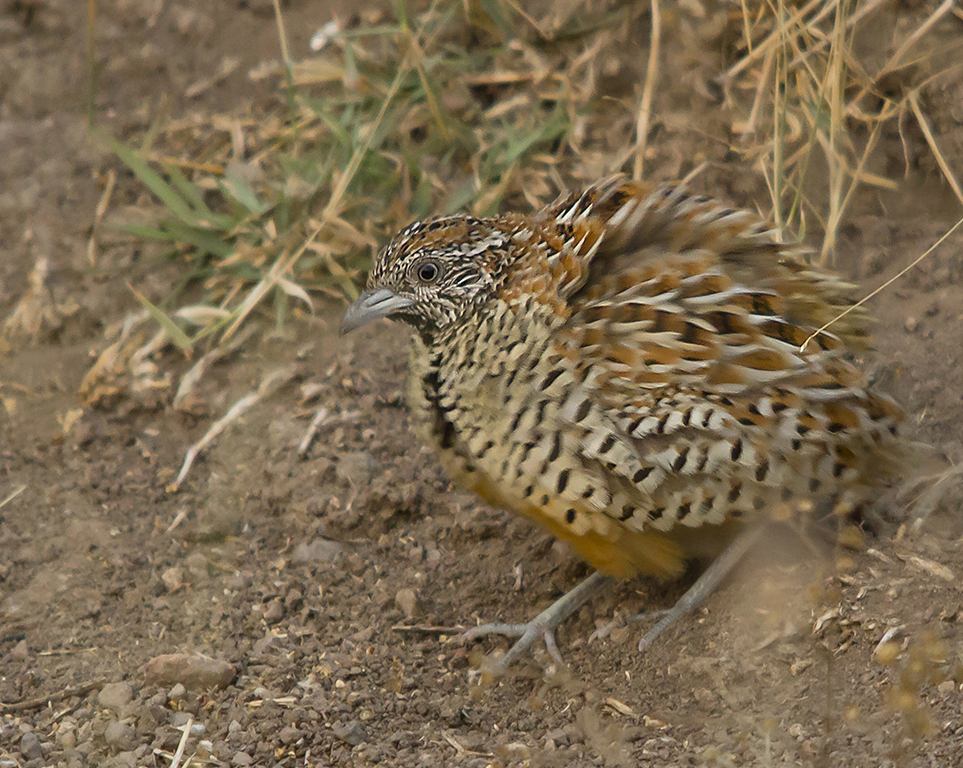
塵浴

此物種分布於整個印度，在喜馬拉雅山區可達約2500米的海拔高度，還包括斯里蘭卡、孟加拉國、緬甸、印尼、菲律賓及大部分的東南亞地區。有四個地理種群在顏色上有些許差異。 它主要分布於除密林和沙漠外的各種棲地，尤其是在灌木叢林、光線充足的落葉林和農田中。

## 繁殖

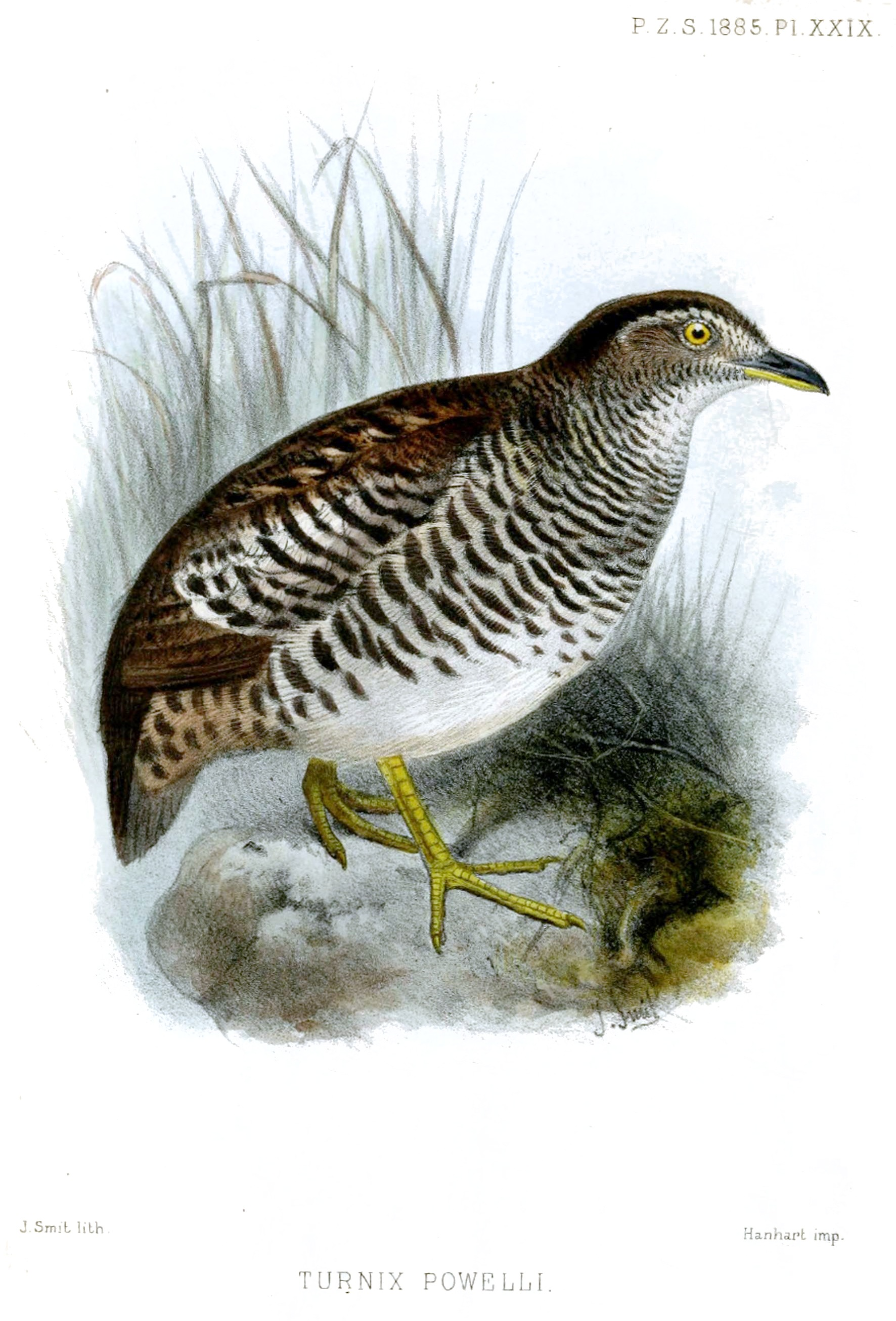
ssp. powelli

三趾鶉與真正的鵪鶉的主要區別在於雌性是多配偶的。 雌性比雄性顏色更鮮豔，並且主動求偶和築巢。牠們會與其他雌性為了佔有一隻雄鶉而戰鬥，並發出響亮的鼓聲「drr-r-r-r-r」來向競爭對手發出挑戰，同時也向雄鶉宣示自己的存在。當蛋產下後，雄鶉會負責孵蛋並照顧幼鳥，而幼鳥一孵化就能奔跑。雌鳥則會離開去尋找另一個配偶，或許還會再尋找更多配偶，但顯然一次只會有一個牠們幾乎全年都在繁殖，具體時間因地區而異。巢穴通常是用草襯底的刮痕或灌木叢林或農作物中的凹陷處，常常被周圍的草遮蔽。通常一次產下3到4枚灰白色的蛋，上面密布紅棕色或黑紫色的斑點。

## 保護狀況
棕三趾鶉在其廣大的分布範圍內普遍存在，數量也相當可觀，因此在IUCN紅色名錄中被評估為無危物種。